# In Search of a Song
In Search of a Song är ett musikalbum av den amerikanske countrymusikern Tom T. Hall som lanserades 1971 på Mercury Records. Alla elva låtar på skivan skrevs av Hall efter att han rest runt i Kentucky och samtalat med olika personer där. Samtalen gav uppslag till alla låtar som finns på skivan. Albumet inleds med en av Halls mest kända låtar, "The Year That Clayton Delaney Died". Låten nådde förstaplatsen på Billboards countrysingellista, och tog sig även in på Billboard Hot 100 där den nådde plats 42.
Musikkritikern Robert Christgau var entusiastisk inför albumet och skrev bland annat "hans observationer är direkta och opretensiösa på ett sätt som inte kan fejkas eller imiteras" och "[han undviker] den trista sentimentalitet som så ofta är countrymusikens undergång".

## Låtlista
1. "The Year That Clayton Delaney Died" - 2:42
2. "Who's Gonna Feed Them Hogs" - 2:35
3. "Trip to Hyden" - 2:52
4. "Tulsa Telephone Book" - 2:21
5. "It Sure Can Get Cold in Des Moines" - 2:53
6. "The Little Lady Preacher" - 2:53
7. "L.A. Blues" - 2:40
8. "Kentucky, February 27, 1971" - 3:16
9. "A Million Miles to the City" - 2:51
10. "Second Handed Flowers" - 2:55
11. "Ramona's Revenge" - 2:53

## Listplaceringar
- Billboard 200, USA: #137[2]
- Billboard Country Albums: #8